# トヨタカローラ岡山
トヨタカローラ岡山株式会社（トヨタカローラおかやま）は、岡山県岡山市北区に本社を置くトヨタ自動車のディーラー（トヨタカローラ店）である。

## 沿革
すべて会社広報サイト内の「沿革」からの参考。
- 1962年（昭和37年）2月 - パブリカ岡山株式会社として発足。
- 1966年（昭和41年）4月 - トヨタパブリカ岡山株式会社に社名変更。
- 1969年（昭和44年）3月 - トヨタカローラ岡山株式会社に社名変更。
- 2020年（令和2年）4月 - ドリムス店をトヨタ認定中古車店へ改称。

## 店舗
- 新車取扱い
  - 本社鹿田店（岡山市北区）
  - 岡南店（岡山市南区） - 隣接していた旧店舗は、取り壊されて展示スペースになっている。
  - 西長瀬店（岡山市北区）
  - 大福店（岡山市南区）
  - 津高店（岡山市北区）
  - 高屋店（岡山市中区）
  - 備前店（備前市）
  - 玉野店（玉野市） - 玉野市に存在する自動車メーカーのディーラーは、こことホンダカーズの2店舗である。
  - 津山店（津山市） - 中古車も取扱い。
  - 平島店（岡山市東区） - 中古車も取扱い。
  - 倉敷店（倉敷市）
  - 倉敷東店（倉敷市）
  - 児島店（倉敷市）
  - 水島店（倉敷市）
  - 玉島店（倉敷市）
  - 笠岡店（笠岡市）
  - 総社店（総社市）
  - 落合店（真庭市）
- 中古車取扱い
  - ドリムス岡山店（岡山市北区）
  - ドリムス高屋店（岡山市中区）
  - ドリムス倉敷店（倉敷市）

## 岡山県内の他のトヨタ車販売店
- 岡山トヨタ自動車株式会社
- 岡山トヨペット株式会社
- ネッツトヨタ岡山株式会社
- ネッツトヨタ山陽株式会社